# Informacje (TVP3 Kielce)
Informacje – program informacyjny nadawany na antenie TVP3 Kielce. Jest nadawany od stycznia 2005 r., kiedy powstał samodzielny, niezależny ośrodek TVP w Kielcach.
Jesienią 2010 roku zapowiadano, iż Informacje zmienią się w Panoramę Świętokrzyską. Do zmiany nazwy programu jednak nie doszło. Natomiast 14 lutego 2011 r. po raz pierwszy w historii programu zmieniono jego oprawę graficzną.

## Emisja
Wydania „Informacji”:
- 15:30, 16:30 – popołudniowe wydanie flesz (codziennie)
- 18:30 – główne wydanie (codziennie)
- 21:30 – wieczorne wydanie (codziennie)

## Wydawcy
- Renata Chrobot[1]
- Urszula Drukała
- Elżbieta Dziewięcka-Mąkosa
- Piotr Rogoziński
- Agnieszka Rokita

## Prezenterzy
- Elżbieta Dziewięcka-Mąkosa[1]
- Aleksandra Gronek-Piotrowska
- Piotr Opoka
- Krzysztof Węglarczyk
- Mateusz Żelazny